# 内西
内西（法語：Nécy，法語發音：[nesi] ⓘ）是法国奥恩省的一个市镇，位于该省北部，和卡尔瓦多斯省接壤，属于阿让唐区。

## 地理
内西（48°49'56"N, 0°6'55"W）面积7.8 平方千米，位于法国诺曼底大区奧恩省，该省份为法国西北部内陆省份，北起顺时针与卡爾瓦多斯省、厄尔省、厄尔-卢瓦省、萨尔特省、马耶讷省和芒什省接壤。
与内西接壤的市镇（或旧市镇、城区）包括：拉奥盖特、维尼亚、布里约、蒙塔巴尔、罗奈。
内西的时区为UTC+01:00、UTC+02:00（夏令时）。

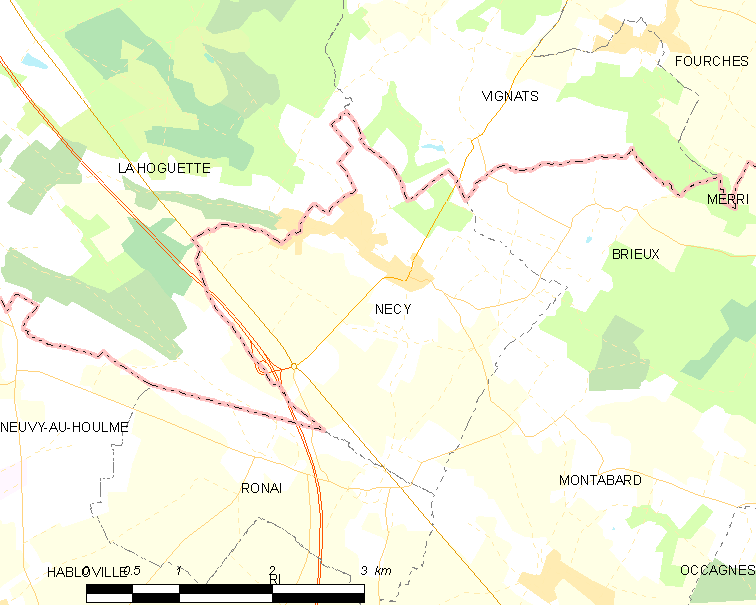
内西的OSM定位图

## 行政
内西的邮政编码为61160，INSEE市镇编码为61303。

## 政治
内西所属的省级选区为阿让唐第一县。

## 交通
法国国家A88号高速公路经过境内西部并设12号出入口。奥恩省省道D29线、D29E线、D245线、D716线、D777线和D958线均经过境内。
勒芒－梅济东铁路经过境内但未设站。

## 人口

1962-2008年间内西人口变化图示

内西于2022年1月1日时的人口数量为526人。